# Jachtparcours
Een jachtparcours is een onderdeel van de paardensport.
Bij een jachtparcours is het de bedoeling om een volledig parcours in een zo snel mogelijke tijd foutloos af te leggen. Dat wil zeggen dat er geen weigeringen van het paard mogen optreden, er geen balken worden afworpen en geen val van ruiter of paard mag gebeuren. 
Bij het jachtparcours wordt niet met een strafpuntensysteem gewerkt zoals bij een normaal parcours. Een weigering van het paard vertaalt zichzelf in een langere tijd, want de combinatie moet zich weer omdraaien en opnieuw naar de hindernis toerijden. Na twee weigeringen volgt wel de uitsluiting. Als een balk afgeworpen wordt, worden er bij de totale tijd 4 strafseconden bijgeteld. De combinatie (ruiter en paard) die het snelste is wint.